# Odyssey (Yngwie Malmsteen)
Odyssey, quarto lavoro solista di Yngwie J. Malmsteen, viene pubblicato a due anni di distanza dal precedente album Trilogy.

## Il disco
Tutte le canzoni sono composte dallo stesso chitarrista con la partecipazione, per alcune tracce, di Joe Lynn Turner, nuovo cantante del gruppo. Band che vanta per quest'album anche la presenza di un bassista, Bob Daisley, che invece non figurava nella formazione del precedente disco a causa della decisione di Malmsteen di incidere autonomamente le parti di basso. Il resto del gruppo è rimasto invariato e presenta alle tastiere Jens Johansson e il fratello Anders Johansson alla batteria. Spiccano nel disco i pezzi Heaven Tonight, Déjà Vu e soprattutto Rising Force, dove lo svedese mette maggiormente in mostra le notevoli doti tecniche già evidenziate dai precedenti album.

## Tracce
1. Rising Force – 4:26
2. Hold On – 5:11
3. Heaven Tonight – 4:06
4. Dreaming (Tell Me) – 5:19
5. Bite The Bullet – 1:36
6. Riot In The Dungeons – 4:22
7. Déjà Vu – 4:17
8. Crystal Ball – 4:55
9. Now Is The Time – 4:34
10. Faster Than The Speed Of Light – 4:30
11. Krakatau – 6:08
12. Memories – 1:14

## Formazione
- Joe Lynn Turner - voce
- Yngwie Malmsteen - chitarra
- Jens Johansson - tastiere
- Bob Daisley - basso
- Anders Johansson - batteria